# Bright Edomwonyi
Bright Osagie Edomwonyi (* 24. Juli 1994 in Benin City) ist ein nigerianischer Fußballspieler auf der Position eines Stürmers.

## Karriere
Bright Osagie Edomwonyi wurde in Benin City geboren und durchlief dort etliche Fußball-Akademien. 2009 kam er zur Westerlo Football Academy in Lagos, der Akademie des belgischen Vereins KVC Westerlo. Nachdem er immer wieder mit guten Leistungen auf sich aufmerksam gemacht hatte, wechselte er im Januar 2011 gemeinsam mit seinen Mannschaftskollegen Jamiu Alimi und Salau Ibrahim nach Westerlo. Dort kam er allerdings nur für die zweite Mannschaft zum Einsatz. Nachdem im Frühjahr 2012 der KRC Genk interesse an ihm bekundete, der Transfer letztlich aber scheiterte, wechselte er im Sommer nach Österreich zum FC Red Bull Salzburg. Dort gab er am 28. Oktober 2012 gegen den SK Rapid Wien sein Profidebüt. Für die Saison 2013/14 wurde er an die zweite Mannschaft, den FC Liefering, verliehen. In der Winterübertrittszeit 2013/14 wurde er an den FC Wacker Innsbruck verliehen. Nach einem leistungsschwachen Frühjahr wechselte er leihweise zum TSV Hartberg in die zweitklassige österreichische Erste Liga, wo er in 15 Ligapartien zu neun Toren und drei Torvorlagen kam. Des Weiteren absolvierte er zwei Spiele im ÖFB-Cup 2014/15, wobei er mit der Mannschaft im Achtelfinale klar mit 0:6 gegen den FK Austria Wien ausschied, jedoch beim 2:0-Erfolg im Zweitrundenspiel gegen den SV Lafnitz in der 63. Minute das zweite Tor seines Teams erzielte.
Im Januar 2015 wechselte er zum Bundesligisten SK Sturm Graz.
Im Januar 2017 wechselte er in die Türkei zu Çaykur Rizespor, wo er einen bis Juni 2021 gültigen Vertrag erhielt. Im Januar 2018 kehrte er leihweise zu Sturm Graz zurück.
Zur Saison 2018/19 wechselte er zum FK Austria Wien, bei dem er einen bis Juni 2022 laufenden Vertrag erhielt. In zweieinhalb Jahren bei der Austria kam er zu 54 Bundesligaeinsätzen, in denen er sieben Tore erzielte. Im Januar 2021 wechselte Edomwonyi leihweise nach Griechenland zu Atromitos Athen. Für die Athener kam er bis zum Ende der Leihe zu neun Einsätzen in der Super League. Nach dem Ende der Leihe kehrte er zur Saison 2021/22 wieder zur Austria zurück, wo er allerdings in den Kader der Zweitligamannschaft eingegliedert wurde. Nach vier Spielzeiten in Wien verließ er den Klub nach seinem Vertragsende nach der Saison 2021/22.
Nachdem er in der regulären Transferphase keinen neuen Verein gefunden hatte, wechselte Edomwonyi im September 2022 nach Slowenien zum Erstligisten FC Koper.

## Erfolge
- Österreichischer Cup-Sieger: 2018